# Mary LaRose
Mary LaRose Lederer (* um 1965 in Brooklyn) ist eine amerikanische Malerin und Jazzsängerin.
LaRose wurde durch ihren Bruder, der als Jazzpianist mit Jack Wilkins auftrat, bereits früh mit dem Jazz vertraut. Zunächst nahm sie als Malerin an Ausstellungen im Brooklyn Museum und im Brooklyn College teil. Beeinflusst durch die Vocalese von Eddie Jefferson und Jon Hendricks konzentrierte sie sich dann auf Jazzgesang. Sie nahm 1989 mit dem Quartett von Mark Marino auf. 1995 legte sie ihr Debütalbum Cutting the Chord vor, das gute Kritiken in Down Beat, JazzIz und JazzTimes erhielt. Bei GM Recordings erschien 1999 Walking Woman, dem weitere Alben unter eigenem Namen folgten, zuletzt Reincarnation (2013). Gemeinsam mit ihrem Ehemann, dem Saxophonisten Jeff Lederer, tritt sie in der Band Shakers n' Bakers auf, die Lieder der Shaker mit Mitteln des Avantgarde Jazz interpretiert und eine Reihe von Alben veröffentlichte, darunter Schoenberg on the Beach (2023).  Sie ist auch auf dem Album Soneando Trombon von Jimmy Bosch zu hören. 2021 legte sie das Eric Dolphy gewidmete und von der Kritik gelobte Album Out Here vor, das sie mit Lederer, Tomeka Reid, Patricia Brennan, Nick Dunston und Matt Wilson eingespielt hatte.